# Catedral de Freising

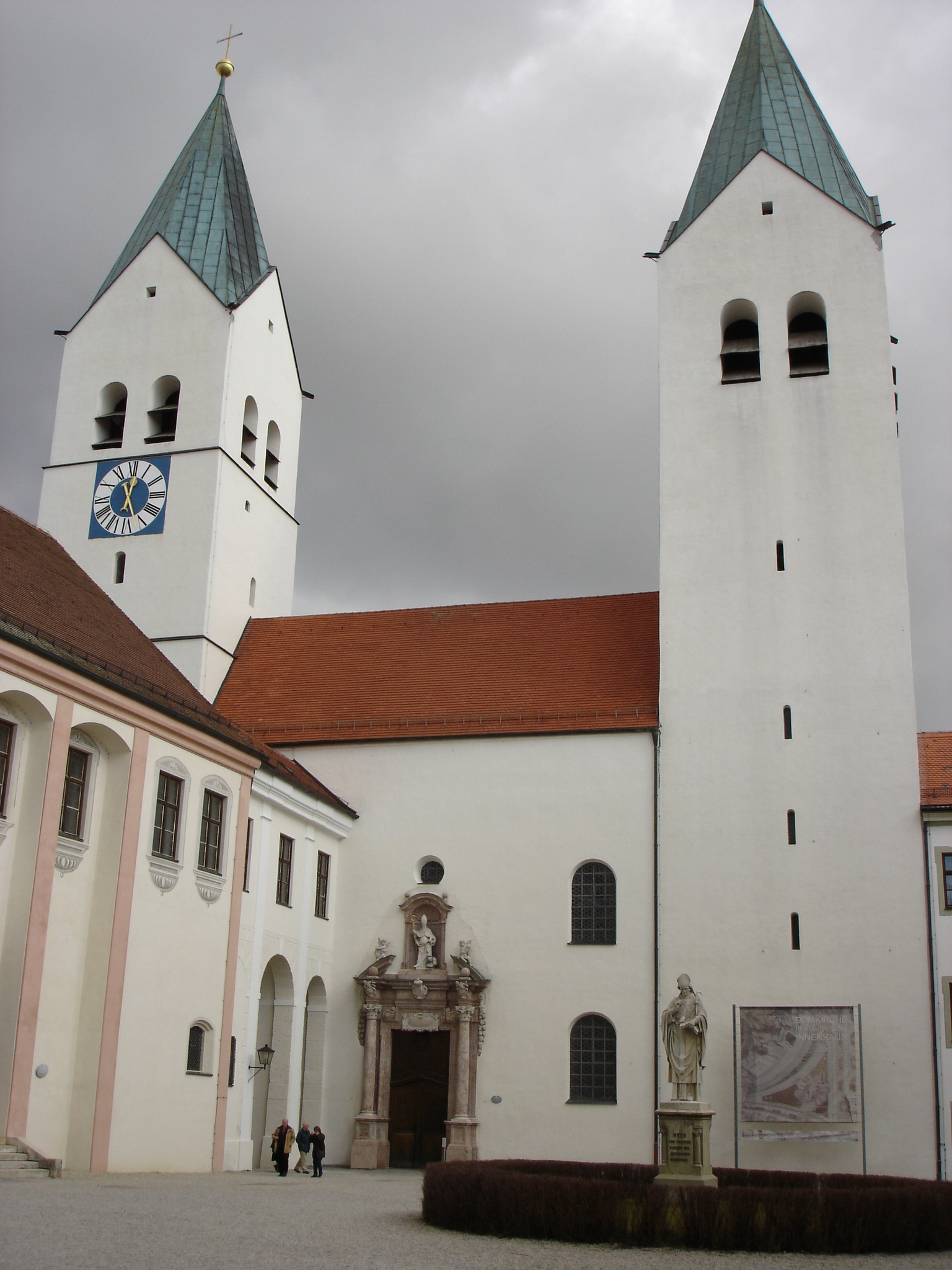
A Mariendom

A Catedral de Freising, por vezes aportuguesado para Frisinga, e cujo nome oficial é Catedral de Santa Maria e São Corbiniano ou apenas Catedral de Santa Maria, em alemão Mariendom, é uma basílica romana situada na cidade de Freising, no estado da Baviera, na Alemanha.
Após um incêndio que destruiu a antiga catedral, a igreja foi reconstruída a partir de 1159 até 1250, data da sua consagração. A Catedral de Santa Maria de Freising foi a primeira construção em alvenaria construída ao norte dos alpes desde a antiguidade.
A tumba de São Corbiniano, o santo padroeiro dos bispados, fica situada na cripta de quatro naves da catedral. No centro da cripta encontra-se uma das esculturas mais marcantes da Europa: a coluna dos animais (em alemão: Bestiensäule), talhada de uma pedra da alta Idade Média.
A decoração interior é de estilo rococó, foi criada em 1724 pelos irmão Asam, Cosmas Damian Asam e Egid Quirin Asam.
Nesta catedral, em 1951, foi ordenado sacerdote Joseph Ratzinger, juntamente com mais de quarenta outros seminaristas, pelo Cardeal Faulhaber, então arcebispo de Munique e Freising.